# شهرستان نوبلز (مینه‌سوتا)
شهرستان نوبلز، مینه‌سوتا (به انگلیسی: Nobles County, Minnesota) یک شهرستان در ایالات متحده آمریکا است که در مینه‌سوتا واقع شده‌است.

## خصوصیات
شهرستان نوبلز ۱٬۸۷۲٫۵۷ کیلومترمربع مساحت دارد.